# C. G. Jung-Institut Zürich

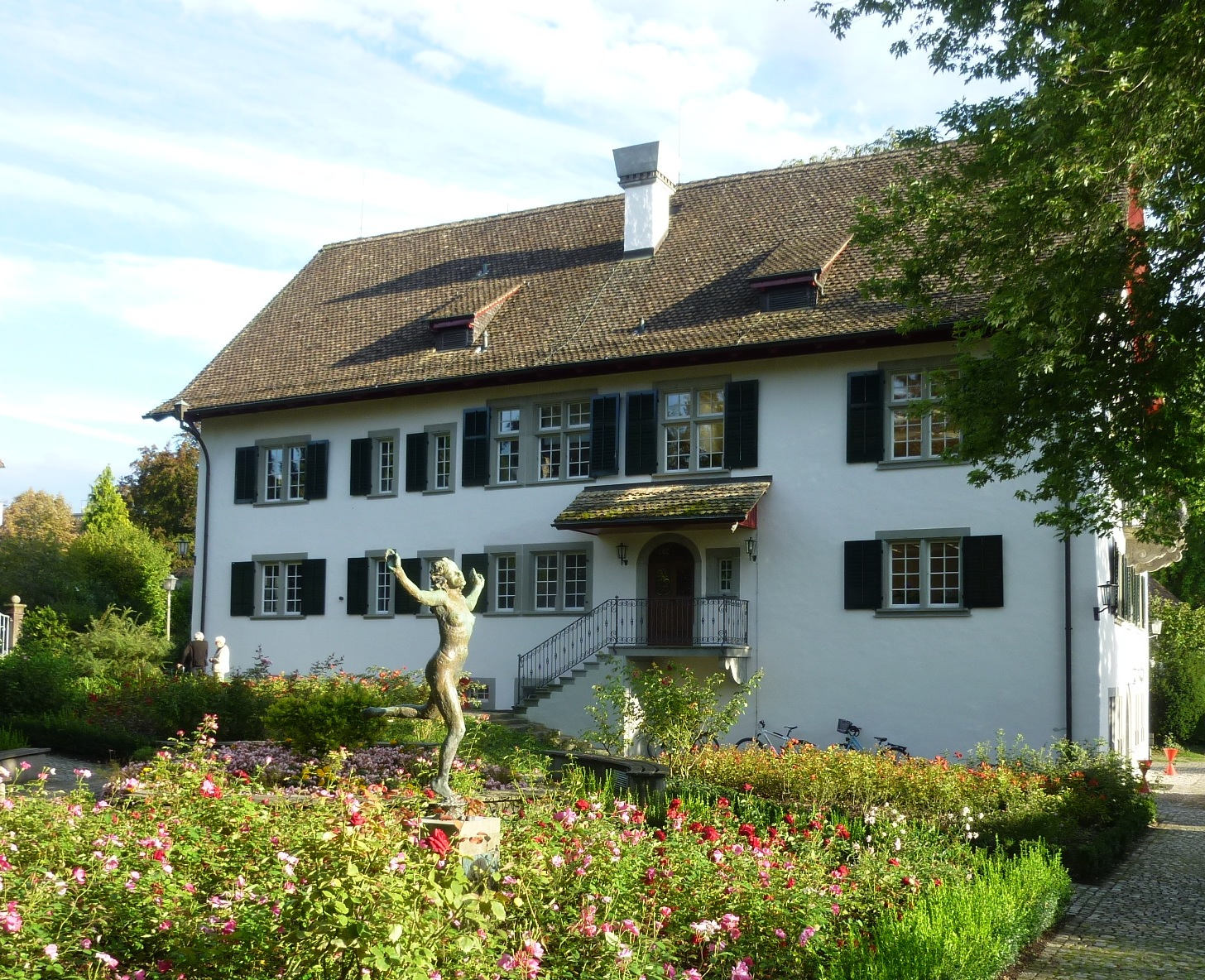
Seehof, seit 1979 Sitz des C. G. Jung-Instituts Zürich in Küsnacht

Das C. G. Jung-Institut Zürich ist ein 1948 gegründetes privates Lehr- und Forschungsinstitut für Psychologie im Sinne der von C. G. Jung begründeten Lehre.

## Geschichte
Das C. G. Jung-Institut wurde am 24. April 1948 als gemeinnützige Stiftung in Zürich von dem Schweizer Psychiater Carl Gustav Jung mitbegründet. An der Gründung und der frühen Mitarbeit waren auch Marie-Louise von Franz als Lehranalytikerin und Dozentin und Jolande Jacobi beteiligt. Karl Kerényi wurde Forschungsleiter. Unter Mitwirkung von Jung begann 1948 der Aufbau einer postgradualen Ausbildung für Psychotherapie. Es war das erste Institut, das eine formelle Ausbildung in Analytischer Psychologie anbot. Von 1949 bis 1969 erschienen 20 Bände der monografischen Reihe Studien aus dem C. G. Jung-Institut Zürich mit Beiträgen verschiedener Autoren im Rascher Verlag. Jung leitete das Institut bis 1961, dem Jahr seines Todes.
Die Bibliothek des Instituts umfasst rund 15.000 Bücher und Zeitschriften zum Themenkomplex der Jungschen Psychologie. Das Bildarchiv enthält über 4000 Originalbilder, Zeichnungen und gemalte Bilder von Jungs Patienten. Seit 1979 befindet sich der Sitz des Instituts in der Gemeinde Küsnacht. Rund zehn Personen pro Jahr schließen dort ein Studium ab und werden Jungsche Psychoanalysten und Psychotherapeuten (Stand: 2013).
Es gibt mehrere andere Organisationen, die C. G. Jung-Institut genannt werden, so zum Beispiel in Los Angeles. Sie sind in der Internationalen Gesellschaft für Analytische Psychologie und Psychotherapie (IAAP) zusammengefasst.

## Anmerkung
1. ↑  Die Autorin Brigitte Spillmann war von 1997 bis 2007 Präsidentin des C. G. Jung-Instituts Zürich. Vergl.: Hannes Stubbe: Rezension in «Socialnet», 8. Dezember 2010.